# Völs (Tyrol)
Pour les articles homonymes, voir Völs.
Völs est un bourg du Tyrol (Autriche) d'environ 6963 habitants (en 2021). Völs se situe à l'Ouest de la ville d'Innsbruck.

## Géographie

### Communes voisines
| Zirl             | .       | Innsbruck |
| Kematen in Tirol |         | Innsbruck |
| Birgitz / Axams  | Götzens | Natters   |